# Día de Boda
Día de Boda es una película boliviana del año 2008 dirigida por el cineasta boliviano Rodrigo Ayala Bluske.

## Sinopsis
Ángel Castellanos (Emiliano Longo) está enamorado desde que era adolescente de Marcia Diaz (Andrea Camponovo), hija de Don Marcos (Toto Vaca), un poderoso empresario de la ciudad de Tarija. El problema es que ella se casa al día siguiente con Luigui (Luigi Antezana), el encargado de manejar las finanzas de Don Marcos. Mientras la familia de la novia se halla afanada en los preparativos de la gran fiesta que se realizará al día siguiente, Ángel y sus dos mejores amigos Antonio (Ángel Careaga) y Arturo (Adrián Vaca) ingresan al lujoso Hotel Los Parrales para secuestrar a Marcia e impedir la boda.

## Casting
En el casting actuaron los siguientes actores y actrices:
| Película Día de Boda       | Película Día de Boda | Película Día de Boda | Película Día de Boda |
| Actor/Actriz               | Personaje            | Papel del Personaje  |                      |
| -------------------------- | -------------------- | -------------------- | -------------------- |
| Andrea Camponovo           | Marcia               | La novia             |                      |
| Emiliano Longo             | Ángel Vásquez        |                      |                      |
| José Roberto Vaca Vidaurre | Don Marcos           |                      |                      |
| Luigi Antezana             | Luigi                |                      |                      |
| Elías Serrano              | Jorge                |                      |                      |
| Raul "Pitín" Gomez         | Federico             |                      |                      |
| Luciana Acosta             | Karina               | Prima de la novia    |                      |
| Alicia Gamio               | Doña Martha          |                      |                      |
| Ángel Careaga              | Antonio Rivera       | Amigo de Ángel       |                      |
| Adrián Vaca                | Arturo López         |                      |                      |
| Virginio Lema              | Martín               |                      |                      |
| Isabel Ocampo              | Isabel               |                      |                      |
| Diego Gabriel Arana        | Horacio              |                      |                      |
| Liliana Paniagua           | Jenny                |                      |                      |
| Daniela Canedo             | Cecilia              |                      |                      |
| Hans Eckard                | Hans                 |                      |                      |
| Charo Peñarrieta           | Lucía                |                      |                      |